# Vivekanand Sharma
Vivekanad Sharma (Nadi, 1938 - Brisbane, 10 de septiembre de 2006) fue un político, escritor y religioso fiyiano de ascendencia india conocido por promover el hindi en Fiyi y otros lugares.

## Biografía
Nacido en el seno de una familia de agricultores, estudió primaria en la escuela estatal Votualevu, secundaria en el instituto Shri Vivekananda, se licenció en magisterio en la Universidad de Delhi y se doctoró en Literatura Hindi en la Universidad de Sardar Patel.
Sharma publicó un gran número de libros sobre el hindi y las costumbres hindúes. Entre otra muchas cosas, fue fundador y presidente de Hindi Maha Parishad (una organización para la promoción del hindi), fundador-director del Maharishi Sanatan College, ministro de educación y juventud, candidato a las elecciones generales de 1972, coordinador del programa de hindi en la Universidad del Pacífico Sur.